# 姚丙然
姚丙然，字菊坡，浙江钱塘（今浙江省杭州）人。清朝政治人物。
光绪十二年（1886年）丙戌科進士。同年五月，改翰林院庶吉士。光緒十五年四月，散館，授翰林院編修。官至授翰林院侍讀學士。光緒二十三年，任山東學政。善於書法。